# Achille Mengé
Achille François Irénée Mengé (* 6. Dezember 1900 in Brügge; † 5. April 1966 ebenda) war ein belgischer Ruderer.

## Biografie
Achille Mengé wurde 1924 mit dem Achter und Vierer mit Steuermann der Koninklijke Roeivereiniging Brugge belgischer Meister. Danach wechselte er zum Einer oder Doppelzweier, wo er von 1928 bis 1937 weitere nationale Meistertitel gewann. Darunter 11 im Einer und 7 im Doppelzweier.
Bei den Olympischen Sommerspielen 1928 in Amsterdam schieden Mengé und André Houpelyne im Hoffnungslauf der Doppelzweier-Regatta vorzeitig aus. Ein Jahr später gewann Mengé dann im Einer die Bronzemedaille bei den Europameisterschaften in Bydgoszcz. Bei den Europameisterschaften 1932 wurde er mit Joseph Verstraete Vierter im Doppelzweier.